# Villa clarissima
Villa clarissima är en tvåvingeart som först beskrevs av Friedrich Hermann Loew 1857.  Villa clarissima ingår i släktet Villa och familjen svävflugor. Inga underarter finns listade i Catalogue of Life.